# セルホゼ
セル ホゼ（SERU Jose、1991年2月9日 - ）は、フィジー出身のラグビーユニオン選手。旧表記『ジョセ・セル』、『セル ジョセ』。

## 来歴
ラグビーは17歳から始めた。
デラセルカレッジ高校、オークランド大学を経て、2014年、北海道バーバリアンズに加入。
2018年、ラグビーワールドカップセブンズ2018の7人制日本代表に選ばれた。
2020年、日本国籍を取得。同年9月、近鉄ライナーズ(現・花園近鉄ライナーズ)に加入。
2021年、東京五輪の7人制日本代表内定選手に選ばれた。
2022年6月8日、登録名を『セルホゼ』に変更。
2025年5月、花園近鉄ライナーズを退団。